# Мері-Енн Мігичук
Ме́ріЕнн Мігичу́к (англ. MaryAnn Mihychuk; нар. 27 лютого 1955, Вайта, Манітоба, Канада) — канадська політична діячка. Обрана до Парламенту Канади у жовтні 2015 року від Ліберальної партії Канади. З 4 листопада 2015 року по 10 січня 2017 року працювала міністеркою зайнятості, робочої сили і праці федерального уряду прем'єр-міністра Джастіна Трюдо. Втративши посаду міністерки Мігичук залишилась членом парламенту. У 1999—2004 роках обіймала посаду міністра у провінційному уряді Манітоби. У 2004 році балотувалася в мери Вінніпега, але програла Семові Катцу.

## Біографія
Народилася в сім'ї українських іммігрантів Метра Мігичука та Катерини Саламандик, здобула ступінь бакалавра у Вінніпезькому університеті в 1979 році та ступінь магістра в Університеті Брока в 1984 році. Є сертифікованою інженеркою-геологинею. Працювала геологинею у провінції Ньюфаундленд і Лабрадор в 1984—1986 роках та в Манітобі в 1986—1992. У 1992 році вийшла заміж за Кеннета Маршала. Подружжя має двоє доньок — Сару та Ганну і сина Джона.
МеріЕнн Мігичук була обрана радницею Вінніпезького відділення шкільної комісії у 1989 році та вдруге переобрана в 1992.
Сайт «Українська правда» повідомляє, що свою присягу міністерки, Мері-Енн Мігичук завершила словом «Дякую».